# Dolný Kubín
Dolný Kubín (în germană Unterkubin, în maghiară Alsókubin) este un oraș din Slovacia cu 19.775 locuitori.

## Demografie
| An:                | 1994   | 2004   | 2014   | 2024   |
| ------------------ | ------ | ------ | ------ | ------ |
| Număr de persoane: | 19.464 | 19.883 | 19.291 | 17.540 |
| Diferență:         |        | +2,15% | −2,97% | −9,07% |

| An:                | 2023   | 2024   |
| ------------------ | ------ | ------ |
| Număr de persoane: | 17.600 | 17.540 |
| Diferență:         |        | −0,34% |